# Walim (gmina)
Walim – gmina wiejska w województwie dolnośląskim, w powiecie wałbrzyskim. W latach 1975–1998 gmina położona była w województwie wałbrzyskim.
Siedziba gminy to Walim.
Według danych z 30 czerwca 2004 gminę zamieszkiwało 5751 osób. Natomiast według danych z 30 czerwca 2020 roku gminę zamieszkiwało 5387 osób.

## Struktura powierzchni
Według danych z roku 2002 gmina Walim ma obszar 78,75 km², w tym:
- użytki rolne: 53%
- użytki leśne: 38%

Gmina stanowi 15,32 powierzchni powiatu.

## Demografia

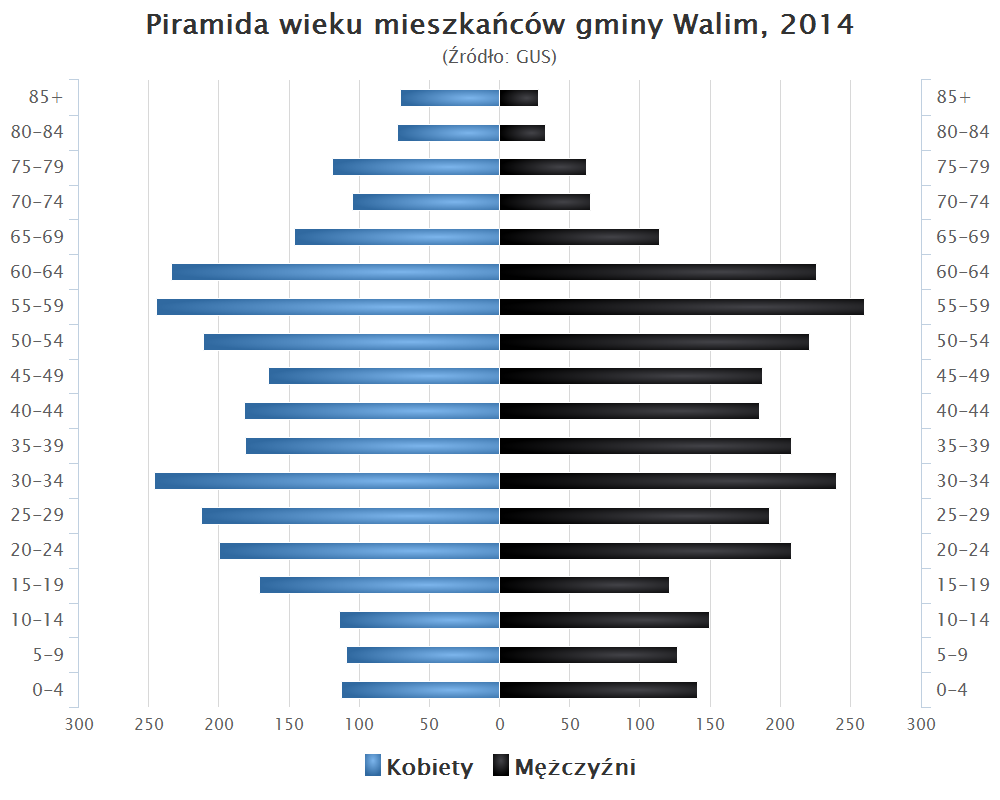
Piramida wieku mieszkańców gminy Walim w 2014 roku

Dane z 30 czerwca 2004:
| Opis                              | Ogółem | Ogółem | Kobiety | Kobiety | Mężczyźni | Mężczyźni |
| --------------------------------- | ------ | ------ | ------- | ------- | --------- | --------- |
| jednostka                         | osób   | %      | osób    | %       | osób      | %         |
| populacja                         | 5751   | 100    | 2937    | 51,1    | 2938      | 48,9      |
| gęstość zaludnienia (mieszk./km²) | 73     | 73     | 37,3    | 37,3    | 35,7      | 35,7      |

## Ochrona przyrody
Na obszarze gminy znajduje się rezerwat przyrody Góra Choina chroniący las bukowo-dębowy porastający wzgórze z ruinami piastowskiego zamku Grodno w Zagórzu Śląskim.

## Sołectwa
Glinno, Jugowice, Dziećmorowice, Michałkowa, Niedźwiedzica, Olszyniec, Rzeczka, Walim, Zagórze Śląskie

## Sąsiednie gminy
Głuszyca, Jedlina-Zdrój, Nowa Ruda, Pieszyce, Świdnica, Wałbrzych